# 巴夫島
巴夫島（英語：Buff Island）是南極洲的島嶼，位於茹班群島西南面6公里和摩納哥角西南面19公里，屬於帕默群島的一部分，在1936年由英國探險隊命名和繪入地圖，現時由南極條約體系管理。